# Bora Kostić
Bora Kostić, född 14 juni 1930 i Obrenovac, död 10 januari 2011 i Belgrad, var en jugoslavisk fotbollsspelare.
Han blev olympisk guldmedaljör i fotboll vid sommarspelen 1960 i Rom.